# Jamukha Gurkhan
Jamukha Gurkhan (mongolisch Жамуха Гүр Сэцэн Хаан Schamucha Gür der Weise Chaan; † 1204) war der Blutsbruder Temüdschins, des späteren Dschingis Khan.

## Jugend
Jamukha war der Sohn des Khan Kara Khadahan, dem Häuptling der Jajirat. Er lebte als Vollwaise bei Verwandten, die sich bei den Taichuten aufhielten, als er mit 13 Jahren den zehnjährigen Temüdschin in der Nähe der Onon-Quelle traf. Temüdschin ging dort mit seinem Halbbruder Bekter jagen und angeblich hat Jamukha Temüdschin gerettet, als Bekter versuchte, diesen hinterrücks zu töten.

## Rivalität und Feindschaft mit Dschingis Khan (1187–1201)
Um 1187 stellte sich Jamukha gegen Temüdschin, da er neidisch auf dessen Erfolge war. Temüdschin war inzwischen von den Stämmen zum Khan aller Mongolen gewählt worden und hatte von diesen den Namen Dschingis Khan erhalten. Außerdem verlor Jamukha seine beiden Kinder sehr früh, während Temüdschin bereits eine große Familie gegründet hatte.
Jamukha wollte selbst die Herrschaft über die Mongolen erlangen und begann, Temüdschin in seiner Rolle des „älteren Bruders“ offen zu bevormunden. Vor dem Krieg gegen die Taichuten (1190) wandte sich Temüdschin von Jamukha ab und ging bald direkt gegen ihn vor.
1197 war ein Pferdediebstahl, bei dem Jamukhas Vetter Taychar getötet wurde, der Anlass für eine Schlacht zwischen Temüdschin und Jamukha bei Dalan Galjuta. Beide befehligten jeweils 30.000 Kämpfer aus 13 Stämmen. Die Truppen Dschingis Khans unterlagen Jamukha und wichen zum Onon zurück. Jamukha ließ alle Gefangenen hinrichten und enthauptete seinen einstigen Freund Chaghagan Uwa, den Häuptling der Chino. Nach der Schlacht machte er es sich zum Ziel, Dschingis Khan endgültig zu besiegen.

## Jamukha als mongolischer Gegenkhan (1201–1204)
Dennoch versprach Jamukha Dschingis Khan im Sommer 1201, ihn beim Kampf gegen die Naimanen zu unterstützen: Mongolen, Keraiten und die Jajirat zogen über den Altai hinaus. Vor der Entscheidungsschlacht zogen sich Jajirat und Keraiten zurück und ließen die Mongolen allein zurück, sodass Dschingis Khan sich wieder von Jamukha abwandte.
Im Herbst 1201 trafen sich die Gegner Dschingis Khans im Lager Jamukhas. Dieses Geheimtreffen an der Olchi-Quelle wurde von 13 Stammesfürsten besucht: Außer den Jajirat und den nördlichen Tataren nahmen die Khatakin, Saldjut, Dörben, Unggirat, Oiraten, Guchluk-Naimanen, Khorola, Merkiten, Taichiuten und Naimanen teil. Die 13 Stammesfürsten wählten Jamukha einstimmig zum Gurkhan und stellten ihn symbolisch über Dschingis Khan. Dieses Zweckbündnis war allerdings nur von kurzer Dauer, da sich schon 1204 die meisten Stämme Dschingis Khan unterwarfen.
Der Häuptling der Khorola verriet das Bündnis bereits nach kurzer Zeit. Er war der Schwager Dschingis Khans und ließ diesen von der Wahl wissen. Dschingis Khan wollte die Unsicherheit des Bündnisses für einen militärischen Gegenschlag ausnutzen. In der folgenden Schlacht in der Ebene des Kolen Sees unterlagen Jamukha und seine Verbündeten Dschingis Khan. Daraufhin zog Jamukha sich zu den Naimanen zurück, während Dschingis Khan sich der Bekämpfung der Taichuten zuwandte.
1203 taten sich die Keraiten nochmals mit Jamukha Gurkhan zusammen, um Dschingis Khan anzugreifen. Dabei erhielt Jamukha von Toghril Khan den militärischen Oberbefehl. Wiederum wurde Jamukha besiegt und flüchtete ins Naimanenreich. Dort begann er dessen Herrscher, Baibukha Tayang, gegen Dschingis Khan aufzuhetzen. Im folgenden Krieg unterlag er jedoch erneut.

## Tod
Nach dem Sieg Dschingis Khans wurde Jamukha gefangen genommen. Jamukha bat um einen ehrenvollen Tod, welchen der Khan ihm gewährte. Jamukha wurde getötet, indem man ihm das Rückgrat brach.